# Massacre de Glogova
Ne doit pas être confondu avec Glogova (Višegrad).
Le massacre de Glogova (en serbe cyrillique : Глогова) est relatif à l'assassinat de soixante-quatre civils Bosniaques par des forces serbes le 9 mai 1992 dans le contexte de la guerre de Bosnie-Herzégovine. Ce meurtre de masse a été qualifié de crime contre l'humanité par le Tribunal pénal international pour l'ex-Yougoslavie. Les poursuites engagées par la juridiction ont fait l'objet de critiques.

## Contexte et déroulement des faits
Glogova est un village situé dans la municipalité de Bratunac, près de Srebrenica, dans l'est de la Bosnie-Herzégovine. En 1991, on y dénombre 1 913 habitants, dont 1 901 identifiés comme musulmans de Bosnie, c'est-à-dire Bosniaques.
L'exposé des faits — issu du jugement de première instance du TPIY — peut être découpé en trois temps.

### La préparation
Le 17 avril 1992, la municipalité de Bratunac est reprise par les forces serbes de Bosnie ; à la fin du mois, les musulmans sont désarmés totalement. En parallèle, afin que la région ne compte plus de Bosniaques, un « nettoyage ethnique » incluant intimidations, meurtres aléatoires et pillages est mis en place ce qui fait fuir un nombre inconnu de musulmans.
A Glogova, vers le 25 avril, des militaires et policiers lancent un ultimatum à la population pour qu'ils remettent leurs armes dans un délai de deux jours. Vers le 27 avril, après avoir récupéré les armes, les autorités affirment aux villageois qu'ils seront protégés et pas attaqués puisqu'ils ont obtempéré. Entre le 6 et le 8 mai, différentes rencontres sont organisées entre les autorités civiles et militaires afin de planifier l'attaque de Glogova : repérage de la configuration des lieux, débats sur le mode opératoire, etc..

### L'attaque
L'attaque est menée par différentes entités affiliées au camp serbe : l'Armée populaire yougoslave (JNA), la Défense territoriale (TO) de Bratunac, la police locale et des paramilitaires « volontaires ». Dans un premier temps, le matin du 9 mai 1992, les assaillants encerclent Glogova puis y pénètrent et prennent le contrôle ; les habitants ne résistent pas. Pendant que ceux-ci sont rassemblés au centre du village, quatre habitants sont tués à l'extérieur de leurs maisons. Dans un deuxième temps, trois « meurtres de masse » sont commis : 
- Dix-neuf hommes sont tués sur la route principale près du village[n 9] ;
- Ordre est donné à d'autres villageois de transporter ces corps et d'autres puis de les jeter dans la rivière avoisinante ; une fois cette tache effectuée, le groupe est aligné et mis à mort[n 10] ;
- Enfin, une vingtaine d'hommes sont rassemblés près du marché et amenés vers la rivière où un dernier assassinat de groupe a lieu[n 11].

Au total, soixante-quatre civils bosniaques sont exécutés au cours de l'attaque. En outre, des « déplacements forcés » sont mis en œuvre : précisément, les femmes et enfants qui ont survécu à l'attaque sont forcés de monter dans des bus. Enfin, les maisons musulmanes, la mosquée, les champs et meules de foin ont sont incendiés de façon systématique.

### Le sort des survivants
L'acte d'accusation n'a pas précisé ce qui est arrivé aux survivants du massacre de Glogova pendant et après le transport.
Le 10 mai, environ cinq cents civils de Bratunac et de sa banlieue sont enfermés dans un hangar. Le jour même ou le 11 mai, plusieurs desdites personnes sont tuées et jetées dans la rivière Drina. Dans la soirée du 12 mai, lors d'une réunion entre les autorités locales, il est décidé que les survivants du hangar seront libérés puis amenés vers Pale, un territoire sous contrôle musulman. Le sort de ces personnes reste donc obscur.

## Découverte du charnier et procédure
À l'été 2001, des équipes médico-légales de Bosnie découvrent et exhument soixante-quatre corps dans une fosse du village pensant qu'il pourrait s'agir de victimes de Srebrenica déplacées par les auteurs en raison de la proximité géographique avec Glogova.
En juillet 2002, un premier acte d'accusation et un mandat d'arrêt sont émis par le Tribunal pénal international pour l'ex-Yougoslavie contre Miroslav Deronjić, à l'époque des faits Président du Conseil municipal SDS de Bratunac et de la « cellule de crise » locale. Il est alors poursuivi sur le fondement, d'une part de la planification, de l'incitation à commettre, de l'ordre ou de la commission et, d'autre part, de supérieur responsable des actes de ses subordonnés pour des charges de crimes contre l'humanité et de violations des lois ou coutumes de la guerre. Moins d'une semaine après, la SFOR capture le suspect,. Le 10 juillet 2002, lors de sa comparution initiale, Miroslav Deronjić plaide non coupable de toutes les charges.
L'acte d'accusation est modifié une première fois puis une seconde fois, les charges étant alors réduites à un crime contre l'humanité consistant en des « persécutions pour des raisons politiques, raciales et religieuses », crime commis en tant que co-auteur dans le cadre d'une « entreprise criminelle commune (en) ».
En 2003, Miroslav Deronjić conclut un plaidoyer de culpabilité « reconnaissant son entière responsabilité » par rapport au deuxième amendement de l'acte d'accusation.
Le 28 janvier 2004, il déclare lors de l'audience :    

« [...] je m'incline face aux souvenirs de ces victimes innocentes de Glogova. Tout ce que j'ai fait au sein de ce Tribunal et je n'en connais pas la valeur, je le dédie à ces personnes dans l'espoir que cela permettra, peut-être, de soulager la douleur de leurs êtres proches. Je connais cette douleur parce que j’en suis moi-même porteur [...] j'exprime mon remords pour toutes les victimes de cette guerre, quels que soient les cimetières où elles reposent. »

Prenant en compte le plaidoyer de culpabilité, la coopération substantielle et le comportement de l'accusé, ses remords ainsi que sa contribution à empêcher toute tentative de réécriture de l'histoire, la Chambre de première instance le condamne à une peine de dix ans de prison le 30 mars 2004.
La sentence est confirmée en appel le 20 juillet 2005. La même année, Miroslav Deronjić est transféré en Suède pour purger sa peine.
En 2007, alors qu'il doit témoigner devant la Cour de Bosnie-Herzégovine à Sarajevo dans un procès où comparaissent onze personnes accusées de génocide, Miroslav Deronjić est déclaré en état de « phase terminale » avec des métastases cancéreuses. Le 19 mai de la même année, il décède à l'âge de 52 ans,.

## Analyses et critiques
Le juge Wolfgang Schomburg (en), dans une opinion dissidente, considère que la peine prononcée aurait dû être d'au moins vingt ans vu le « caractère odieux » et « la planification de longue date » des crimes par un « auteur de haut rang ». Il critique également la stratégie de poursuites du procureur qui a concentré l'accusation dans la présente affaire, uniquement sur les faits d'une petite localité, alors que, selon lui, Miroslav Deronjić a des responsabilités plus étendues et que les faits de Glogova s'inscrivent dans un « plan criminel plus vaste ». Pour le New York Times, la réaction de Wolfgang Schomburg est une nouvelle illustration de « l'inconfort » ressenti par un certain nombre de juges depuis que, sous la pression des États-Unis, la juridiction internationale a opté pour « une nouvelle stratégie visant à encourager les plaidoyers de culpabilité afin d'accélérer les affaires » et permettre la fermeture du tribunal en 2008. Depuis 2003, le TPIY s'est effectivement engagé dans une stratégie dite « d'achèvement des travaux », celle-ci consistant à se concentrer sur les plus hauts responsables et à renvoyer les individus de rang intermédiaire ou subalterne devant les juridictions nationales.
L'historien Bernard Bruneteau dresse, pour sa part, un parallèle entre Srebrenica et Glogova : « A cette échelle modeste mais significative, tous les hommes furent exécutés [...] après que la confiscation des armes ait eu lieu dans les jours précédents. Ici aussi, on peut penser qu'une fois les femmes et les enfants entassés sans leurs protecteurs naturels dans les autocars, une communauté a été privée de moyens de survie, c'est-à-dire annihilée ».